# کامر سادیک
کامر سادیک (ترکی استانبولی: Kamer Sadik) بازیگر اهل ارمنی‌تبار ترکیه بود. او فعالیت حرفه‌ای خود را در سال ۱۹۲۸ آغاز کرد.